# Leptogenys bituberculata
Leptogenys bituberculata é uma espécie de formiga do gênero Leptogenys, pertencente à subfamília Ponerinae.